# Bembidion admirandum
Bembidion admirandum es una especie de escarabajo del género Bembidion, categorizada en la tribu Bembidiini, de la subfamilia Trechinae.

## Distribución
Se distribuye por Hawái, Estados Unidos.

## Taxonomía
Fue descrita por Sharp en 1903.